# De zomer van Zoë
De zomer van Zoë is een Nederlandse televisieserie voor kinderen. Deze serie werd geproduceerd door AVROTROS en uitgezonden op NPO Zapp. Het had vier seizoenen, in 2020 en 2021. Het eerste seizoen bestond uit tien afleveringen, het tweede uit zeven, het derde en het vierde uit acht.

## Rolverdeling
| Acteur                  | Personage  |
| ----------------------- | ---------- |
| Gioia Parijs            | Zoë        |
| Anouk Briefjes          | Ellen      |
| Florien Ferdinandus     | Kate       |
| Matheu Hinzen           | Daan       |
| Sonny Coops van Utteren | Stijn      |
| Fleur Hogerheyde        | Kelly      |
| Miencke Kalloe          | Julia      |
| Maria Noë               | Moeder Zoë |

## Verhaal

### Seizoen 1
De serie speelt zich af tijdens een zomer in de coronapandemie. De vader van Zoë (Gioia Parijs) kreeg corona en werd ernstig ziek. Voor herstel moet de vader naar een revalidatiecentrum en moet haar moeder alleen het gezin onderhouden. Zoë werkt in de manage samen met haar beste vriend Daan (Matheu Hinzen). Ze rijdt ook paard op haar verzorgpony Storm. De plezierige zomer verandert echter als een van de rijkeluismeisjes Storm van haar af wil pakken.

### Seizoen 2
Nu Zoë haar pony terug heeft, lijkt het alsof ze een perfect leven heeft met haar vriendje Daan, maar niets is minder waar. Er komt ook iemand nieuw: Lauren (Emma Keuven). Blijkbaar is Kelly niet de enige die iets tegen Zoë heeft.
Thema's die aan bod komen in de serie zijn onder andere eenzaamheid, verliefdheid, jaloezie en vriendschap.

## Prijzen
Op 14 oktober 2021 werd de serie tijdens het Gouden Televizier-Ring Gala bekroond met de Televizier-Ster Jeugd.